# Colegio del Pilar
Le Colegio Nuestra Señora del Pilar est un établissement d'enseignement privé de Madrid appartenant à la Société de Marie. Fondé en 1907, il compte aujourd'hui[Quand ?] de l'ordre de 1 900 élèves, dont le niveau va depuis les classes primaires jusqu'à leur entrée à l'université. Il appartient à l'ordre marianiste.
Caractérisé par une formation humaniste et libérale, il devient dès les années 1920 un centre d'excellence. On compte entre ses anciens élèves des nombreuses personnalités, et notamment un bon nombre d'hommes politiques espagnols, toutes tendances confondues.

## Histoire
Le Colegio del Pilar fut fondé le 3 octobre 1907. Il se situa d'abord dans un appartement de la calle Goya de Madrid. L'augmentation progressive du nombre d'élèves le fait déménager à plusieurs reprises, jusqu'à son installation en 1921 dans un vaste bâtiment néogothique qui avait été construit par la duchesse de Sevillano pour en faire un internat pour jeunes filles de l'aristocratie, situé au 56 de la rue Castelló.
Pendant la guerre civile espagnole ses bâtiments furent réquisitionnés et utilisés comme hôpital. Le frère marianiste Carlos Eraña Guruceta (1884-1936), bienheureux et martyr, enseigna à l'école primaire de 1933 à 1936, date à laquelle il dut fuir à cause des dangers encourus par la communauté durant la guerre ; il se réfugia alors à Ciudad Real où il fut arrêté et martyrisé. 
En 1995 un vaste complexe sportif souterrain, comprenant une piscine, fut inauguré.
Il compte actuellement environ 1 900 élèves et 110 professeurs.

## Anciens élèves (ordre alphabétique)
- José María Aguirre, banquier
- Luis María Anson, journaliste
- José María Aznar, ancien président du gouvernement espagnol
- Francisco Bustelo, économiste et universitaire espagnol
- Juan Luis Cebrián, journaliste
- Ricardo de la Cierva, homme politique et historien
- Luis Echanove, peintre
- Agustín de Foxá, écrivain
- Modesto Higueras Cátedra, acteur et metteur en scène de théâtre, membre de La Barraca de Federico García Lorca
- Alfredo Pérez Rubalcaba, ministre
- Fernando Sánchez Dragó, journaliste et écrivain
- Javier Solana, ancien ministre, ancien secrétaire général de l'OTAN, représentant de la Politique Extérieure y la Sécurité Commune de l'Union Européenne